# Christiane F. - Wir Kinder vom Bahnhof Zoo (soundtrack)
Christiane F. - Wir Kinder vom Bahnhof Zoo är ett soundtrack till filmen Christiane F. / Vi barn från Bahnhof Zoo och gavs ut 1981. Gavs även ut på CD i augusti 2001. Samtliga låtar framförs av David Bowie.

## Låtlista
Alla låtar är skrivna av David Bowie.
1. "V-2 Schneider" - 3:09
2. "TVC 15" - 3:29
3. ""Helden"" ("Heroes" delvis med tysk text) - 6:01
4. "Boys Keep Swinging" - 3:16
5. "Sense of Doubt" - 3:56
6. "Station to Station" - 8:42
7. "Look Back in Anger" - 3:06
8. "Stay" - 3:20
9. "Warszawa" - 6:18